# 239. Infanterie-Division (Wehrmacht)
La 239. Infanterie-Division fu una divisione dell'esercito tedesco attiva durante la seconda guerra mondiale, che venne creata nel 1939 e fu impiegata nella Campagna di Polonia, nella Campagna di Francia e lungo il Fronte Orientale, dove venne sciolta nel 1942.

## Storia
La divisione fu costituita il 26 agosto 1939 e all'inizio della guerra prese parte alla campagna di Polonia, avanzando fino a Katowice, dopo la fine della campagna, venne utilizzata come forza di sicurezza lungo il confine ungherese e nella primavera del 1940 fu dispiegata nella zona tra Praga e Plzeň, per poi essere trasferita lungo il fronte occidentale per partecipare alla campagna di Francia; infatti attraversò il Reno, superò la linea Maginot e avanzò in Alsazia, a nord di Mulhouse. Al momento dell'armistizio la divisione era tra Saint Loup e Luxeuil e nel luglio 1940 ritornò in Slesia, dove rimase in congedo fino all'aprile 1941. Dopo essere stata richiamata in servizio, nel maggio 1941 la divisione fu trasferita in Bucovina e posta sotto il controllo dell'esercito tedesco in Romania. Dal giugno 1941 la divisione prese parte all'operazione Barbarossa, sfondando le posizioni sovietiche a Stefanesti, per poi attraversare il Pruth e il Bug vicino a Voznessensk e successivamente ha marciato nell'area di Kremenchug. Nel settembre 1941 la divisione prese parte alla battaglia di Kiev per poi avanzare a Bogodukhov, Poltava, Kharkov e Belgorod. Il 1 gennaio 1942, la divisione fu sciolta ed il personale venne incorporato nella 294. Infanterie-Division.

## Ordine di battaglia
- Infanterie-Regiment 327
- Infanterie-Regiment 372
- Infanterie-Regiment 444
- Artillerie-Regiment 239
- Pionier-Bataillon 239
- Feldersatz-Bataillon 239
- Panzerabwehr-Abteilung 239
- Aufklärungs-Abteilung 239
- Infanterie-Divisions-Nachrichten-Abteilung 239
- Infanterie-Divisions-Nachschubtruppen 239[1]

## Decorazioni
Alcuni soldati della 239. Infanterie-Division furono premiati per le loro azioni in guerra:
- Croce Tedesca
  - in oro: 2
- Croce di Cavaliere della croce di ferro: 2

## Comandanti
- General der Infanterie Ferdinand Neuling (1º settembre 1939 - 1º gennaio 1942)[1]